# 飯野哲二
飯野 哲二（いいの てつじ、1891年3月9日 - 1971年1月3日）は、昭和期の日本の国文学者。松尾芭蕉の研究で知られる。

## 来歴
栃木県芳賀郡二宮町（現・真岡市）出身。第二高等学校を経て、1921年に東京帝国大学文学部国文学科を卒業。
卒業後は鉄道省勤務、東京府立第一商業学校（現・東京都立第一商業高等学校）教諭といった職に就く。1925年に東京帝大大学院に入ったが、修了を待たずに1926年より再度教職に戻り、熊本県女子師範学校と、熊本県立第二高等女学校（熊本県立第一高等学校の前身の一つ）を兼任した。
1928年、宮城県女子専門学校（戦後、新制東北大学に統合）教授に就任する。松尾芭蕉の研究は、この時期に『奥の細道』の講義を仙台放送局の依頼でおこなったことに始まった。
1949年から1953年まで、東北大学教授を務める。定年退官後は聖和学園短期大学教授となる。

## 著書
- 『おくのほそ道の基礎研究』
- 『芭蕉辞典』
- 『芭蕉翁一代風土記』
- 『芭蕉及び蕉門の人々』
- 『芭蕉翁山河御一代記』